# Leptotyphlops anthracinus
Leptotyphlops anthracinus är en kräldjursart som beskrevs av  Bailey 1946. Leptotyphlops anthracinus ingår i släktet Leptotyphlops och familjen Leptotyphlopidae. Inga underarter finns listade i Catalogue of Life.